# Alien Crime Syndicate
Alien Crime Syndicate, spesso abbreviato ACS, è stato un gruppo rock formato a San Francisco, nel 1997.
La formazione della band, sciolta nel 2005, comprendeva Joe Reineke (voce, chitarra), Jeff Rouse (basso, cori), Nabil Ayers (batteria), Jason Krevey (chitarra, cori), Mike Squires (chitarra, cori) e Mike Davies (chitarra).

## Discografia

### Album in studio
- Dust to Dirt (2000)
- From the word go (2000)
- XL from coast to coast (2002)
- Ten songs in the key of Betrayal (2004)

### EP
- Supernatural (1999)
- Break the record (2003)